# Уго Іріарт
Уго Іріарт Урданівія (нар.28 квітня 1942, Мехіко) — письменник, автор статей і драматург з Мексики.

## Біографія
Навчався на факультеті філософії і літератури Національного автономного університету Мексики (UNAM) та в Національній школі живопису, скульптури і графіки «La Esmeralda». Писав статті для різних газет і журналів, серед них Excélsior , Letras Libres, Nexos, Unomásuno, Vuelta і La Jornada. Його літературна творчість включає роман і есе, він також написав більше десятка творів для театру. Працював директором і продюсером театру Санта-Катаріна.
Член Національної спілки творців мистецтва Національного фонду культури та мистецтва (FONCA). Був директором Інституту культури Мексики в Нью-Йорку та аташе з культури посольства там же. Професор і дослідник Автономного університету Мехіко. 25 жовтня 2012 року обраний членом Мексиканської лінгвістичної академії.

## Драматургія
- La ginecomaquia (написано 1972 року)
- Casandra (написано 1978)
- Minotastás y su familia (прем'єра у Коста-Риці в 1981)
- Hécuba, la perra (прем'єра 1982 року)
- El tablero de las pasiones de juguete. Mecano dramático para actores, títeres y juguetes (прем'єра 1983)
- Intimidad (прем'єра1984)
- Pinocho y la luna (1984)
- Las tandas del tinglado (1985)
- Ámbar (прем'єра 1986)
- Simulacros (1986)
- Camille o la historia de la escultura e Rodin a nuestros días (прем'єра 1987)
- Las palabras de la tribu (прем'єра 1988)
- La noche del naufragio (1989)
- La repugnante historia de Clotario Demoniax (1991) (прем'єра 1993)
- La representación o los peligros del juego (1993)
- Descripción de un animal dormido (прем'єра 1994)
- La caja (1996) (прем'єра 1996)
- El caso de Caligari y el ostión chino (1999) (прем'єра 2000)

## Опубліковані твори
Есе
- Disertación sobre las telarañas (1980)
- Estética de la obsolescencia. El universo de Posada (1982)
- Vivir y beber (1987)
- Sobre la naturaleza de los sueños (1995)
- Los dientes eran el piano: un estudio sobre arte e imaginación (1999)
- Discutibles fantasmas (2001)
- Cómo leer y escribir poesía. Primeros pasos (2003)
- El arte de perdurar (2010)

Для дітей
- El último dodo (1983) (Editorial Novaro, ілюстрації Мері Стюарт)
- El vuelo de Apolodoro (1984) (CIDCLI, ілюстрації автора)
- El nombre del juego es José Guadalupe Posada (2005) (FCE, ілюстрації Joel Rendón)

Романи
- Galaor (1972)
- Cuadernos de Gofa (1981)
- La destrucción de todas las cosas (1992)
- El agua grande (2002)
- El actor se prepara (2004)
- El águila y el gusano (2014)
- Capitán Nemo. Una introducción a la política (2014)

Театр
- Tres indagaciones teatrales: La ginecomaquia, Simulacros, Intimidad (J. Boldó i Climent, 1987)
- Ámbar (Cal y Arena, 1990)
- Minotastasio y su familia; Camille y Casandra (El Milagro y Conaculta, 1999)
- La ginecomaquia (El Milagro y Conaculta, 2002)
- La repugnante historia de Clotario Demoniax y otras piezas y ensayos para teatro (Tusquets Editores, 2005)
- La torre del caimán y Rosete se pronuncia (Almadía, 2008)

Інші жанри
- Circo callejero (ERA, 2000)

## Сценарії та адаптації
- Туман (1979), (співавтор сценарію з Дієго Лопез Рівера)
- Intimidad (1991), Дана Ротберг (1991) (за однойменною п'єсою)
- Novia que te vea  (1994), (за романом Рози Ніссан; сценарист Гіта Шифтер)
- Бурштин (1994), (за однойменною п'єсою; сценарист разом з Луїс Естрада Родрігес і Хайме Самп'єтро)
- Sucesos distantes  (1996), (співавтор сценарію з Гітою Шифтер та Алехандро Любецки)
- Las caras de la luna (2002), (сценарій Гіти Шифтер)
- Втрачені (2013), (співавтор сценарію з Гітою Шифтер і Фаусто Зерон-Медіна)

Опубліковані сценарії
- Sucesos distantes (El Milagro e Imcine, 1996)

## Нагороди та почесні звання
- Премія Хав'єра Вільяуррутії[es] 1972, за роман «Галаор»
- Стипендіат Фундації Соломона Гуггенхайма[es], 1984.
- Премія Міжнародного дослідного центру Вудро Вільсона[es], 1988.[8]
- Премія Аріель за документальний фільм Xochimilco, historia de un paisaje, 1990.[9]
- Премія Хуана Руїса Де Аларкона, 1999.
- Національна премія науки і мистецтв в галузі лінгвістики та літератури[es] Секретаріату публічної освіти, 2009.
- Мазатланська літературна премія[es] за El arte de perdurar, 2011.[10]
- Премія Letras de Sinaloa, 2015.[11]